# Плестиодоны
Плестиодоны (лат. Plestiodon) — многочисленный род ящериц из семейства сцинковых.

## Описание
Плестиодоны — мелкие и средних размеров ящерицы с удлиненным телом, хорошо развитыми пятипалыми конечностями и длинным хвостом. Окраска взрослых особей обычно неброская, часто с темными и светлыми продольными полосами, но существуют и ярко окрашенные виды. Молодые окрашены гораздо эффектнее, продольные полосы у них более контрастные. Характерной особенностью окраски молодых ящериц является яркая расцветка хвоста, который может быть ярко-синим, зелёным или розовым. Хвост очень ломкий и при опасности сцинки легко его отбрасывают, после чего хвост ещё некоторое время извивается. Ярко окрашенный хвост, вероятно, должен отвлекать внимание хищника от жизненно важных органов ящерицы. Синяя, голубая или сине-зелёная окраска хвоста наблюдается и у молодых особей некоторых других родов и видов сцинковых ящериц, за что они получили собирательное название синехвостые сцинки.
Род распространён в умеренных широтах Северной Америки на юг до севера Центральной Америки, на Бермудских островах и в восточной Азии. На территории России, на Кунашире, встречается представитель этого рода — дальневосточный сцинк.
Все виды рода яйцекладущи. За сезон самка откладывает одну кладку. Количество яиц в кладке, как правило, 5—10. Некоторые виды проявляют заботу о потомстве. Самка горного сцинка (Plestiodon callicephalus) в течение двух-трёх недель охраняет кладку, свернувшись вокруг неё, и все это время не питается. У широколобого (P. laticeps) и пятилинейчатого (P. fasciatus) сцинков самки покидают кладку и периодически возвращаются к ней, переворачивают и облизывают яйца, и даже переносят их с одного места на другое. Самка сонорского сцинка (P. obsoletus) помогает молодым при вылуплении и остаётся с ними по меньшей мере в течение 10 дней, ухаживает за детенышами, вылизывая их клоакальную область.

## Классификация
Ранее виды данного рода включали в род Eumeces.
Род включает 42 вида:
- Plestiodon anthracinus — угольный сцинк
- Plestiodon barbouri — длинноногий сцинк Барбура
- Plestiodon brevirostris
- Plestiodon callicephalus — горный сцинк
- Plestiodon capito
- Plestiodon chinensis — китайский длинноногий сцинк
- Plestiodon colimensis
- Plestiodon copei
- Plestiodon coreensis
- Plestiodon dugesii
- Plestiodon egregius — краснохвостый сцинк
- Plestiodon elegans — стройный сцинк
- Plestiodon fasciatus
- Plestiodon gilberti — западный длинноногий сцинк
- Plestiodon inexpectatus — флоридский длинноногий сцинк
- Plestiodon japonicus
- Plestiodon kishinouyei
- Plestiodon lagunensis
- Plestiodon laticeps — широколобый сцинк
- Plestiodon latiscutatus — дальневосточный сцинк
- Plestiodon liui
- Plestiodon longirostris — длинномордый сцинк
- Plestiodon lynxe
- Plestiodon marginatus
- Plestiodon multilineatus
- Plestiodon multivirgatus — многополосый сцинк
- Plestiodon obsoletus — сонорский длинноногий сцинк
- Plestiodon obtusirostris
- Plestiodon ochoterenae
- Plestiodon okadae
- Plestiodon parviauriculatus
- Plestiodon parvulus
- Plestiodon popei
- Plestiodon quadrilineatus — четырёхполосый длинноногий сцинк
- Plestiodon reynoldsi
- Plestiodon septentrionalis — прерийный длинноногий сцинк
- Plestiodon skiltonianus
- Plestiodon stimpsonii
- Plestiodon sumichrasti — центральноамериканский сцинк
- Plestiodon tamdaoensis — вьетнамский длинноногий сцинк
- Plestiodon tetragrammus — четырёхполосый сцинк
- Plestiodon tunganus

## Примечание
1. 1 2  Ананьева Н. Б., Орлов Н. Л., Халиков Р. Г., Даревский И. С., Рябов С. А., Барабанов А. В. Атлас пресмыкающихся Северной Евразии (таксономическое разнообразие, географическое распространение и природоохранный статус). — СПб.: Зоологический институт РАН, 2004. — С. 77. — 1000 экз. — ISBN 5-98092-007-2.
2. ↑  Бобров В. В., Семенов Д. В. Ящерицы Вьетнама (Серия: Биоразнообразие Вьетнама). — М.: Товарищество научных изданий КМК, 2008. — С. 69. — 226 с. — ISBN 978-5-87317-498-0
3. ↑  The Reptile Database: genus Plestiodon (англ.)
4. ↑  русские названия приведены по Ананьева Н. Б., Боркин Л. Я., Даревский И. С., Орлов Н. Л. Пятиязычный словарь названий животных. Амфибии и рептилии. Латинский, русский, английский, немецкий, французский. / под общ. ред. акад. В. Е. Соколова. — М.: Рус. яз., 1988. — С. 241-242. — 10 500 экз. — ISBN 5-200-00232-X.